# The Vyne

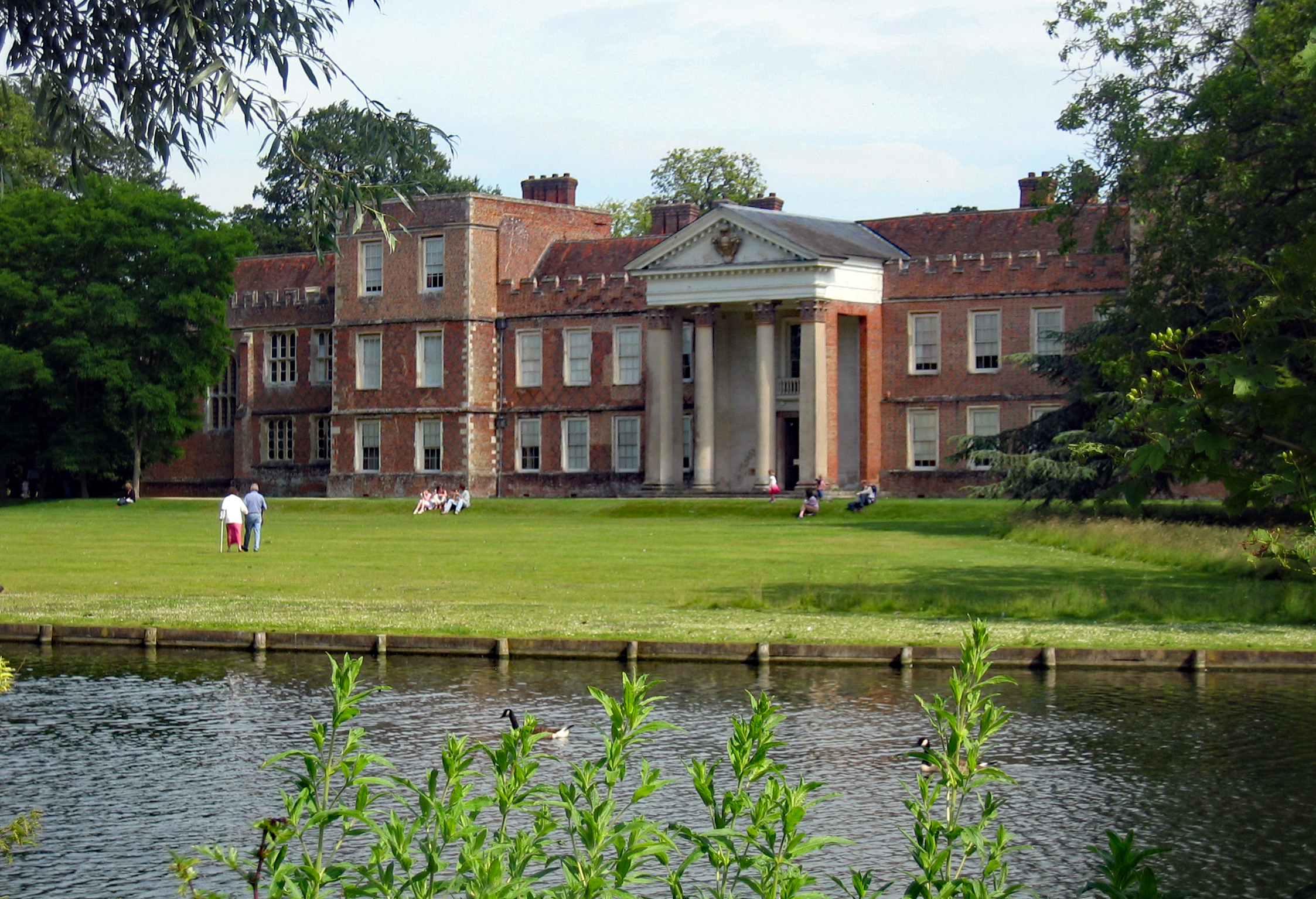
Ansicht der Parkseite mit dem Portikus

The Vyne ist ein Herrenhaus aus der Tudorzeit nahe der Stadt Basingstoke in der englischen Grafschaft Hampshire. Das als Kulturdenkmal der Kategorie Grade I klassifizierte Herrenhaus gilt als eines der bedeutendsten Häuser Hampshires und ist vor allem bekannt für den Portikus, das Treppenhaus und die Kapelle.

## Lage
The Vyne liegt etwa 2,5 Kilometer nördlich der Stadt Basingstoke nahe dem Ortsteil Sherborne St John. Von dort aus ist es über die Vyne Road Richtung Bramley erreichbar.

## Geschichte und Baugeschichte
The Vyne wird 1362 als Herrenhaus der Familie Fyffhide genannt. 1386 gelangte es in den Besitz der Familie Sandys, die im Nordosten des heutigen Parks einen Hirschpark anlegte. 
Das heutige Herrenhaus wurde etwa zwischen 1518 und 1527 im Tudorstil erbaut, als Bauzeit wird auch um 1520 angegeben. Bauherr war William Sandys, 1. Baron Sandys, der im Jahre 1523 zum Baron erhoben wurde und ab 1526 Lord Chamberlain of the Household König Heinrichs VIII. war. Einer seiner Nachkommen, der sechste Lord Sandys, verkaufte das Anwesen 1653 an Chaloner Chute. Chute wurde am 27. Januar 1659 Speaker des House of Commons, verstarb jedoch bereits am 15. April 1659. Er liegt in der Kapelle begraben. Chute ließ große Teile des Tudorbaus abreißen und den Portikus an der Nordwestfassade anbauen. Einer seiner Nachkommen, John Chaloner Chute († 1776), ließ das Haus im 18. Jahrhundert teilweise neu gestalten, ebenso William Lyde Wiggett-Chute (1827–1879) im 19. Jahrhundert. Der letzte Baron Chute of the Vyne, Sir Charles Lennard Chute (1879–1956), und Lady Chute vermachten das Anwesen 1956 dem National Trust. 2019 wurde The Vyne von rund 219.000 Personen besucht. 2024 betrug die Besucherzahl etwa 174.000 Personen.

## Äußeres und Portikus
Das zweigeschossige Gebäude mit zwei Seitenflügeln und zwei dreigeschossigen Ecktürmen ist aus unverputztem Ziegelmauerwerk mit blauem Rautenmuster, an den Risaliten mit Eckquaderung ausgeführt. Das Gebäude ist dreiflügelig in E-Form angelegt, an den Nordflügel schließt sich die Kapelle an. Vorbild für die Anlage war wohl Barrington Court in Somerset. Es war ursprünglich noch größer, die heute sichtbaren Bestandteile sind, mit Ausnahme des Portikus, noch die Originalmauern aus der Tudorzeit. Der Portikus zur Parkseite, er besteht aus zwei Säulen mittig und Pfeilern an den Außenseiten, alle nach Korinthischer Ordnung ausgeführt, ist eine Zutat des 17. Jahrhunderts, etwa um 1655 errichtet. Architekt des Portikus war John Webb, ein Schüler Inigo Jones. Vorbild für den Portikus war die Villa Barbaro von Andrea Palladio. Der Portikus war der erste an einem Privathaus in England überhaupt. Er ist gemauert und verputzt, der abschließende Architrav und das Gebälk des Dreiecksgiebels sind aus Holz. Der palladianische Portikus steht im Kontrast zum Bau im Tudorstil. 

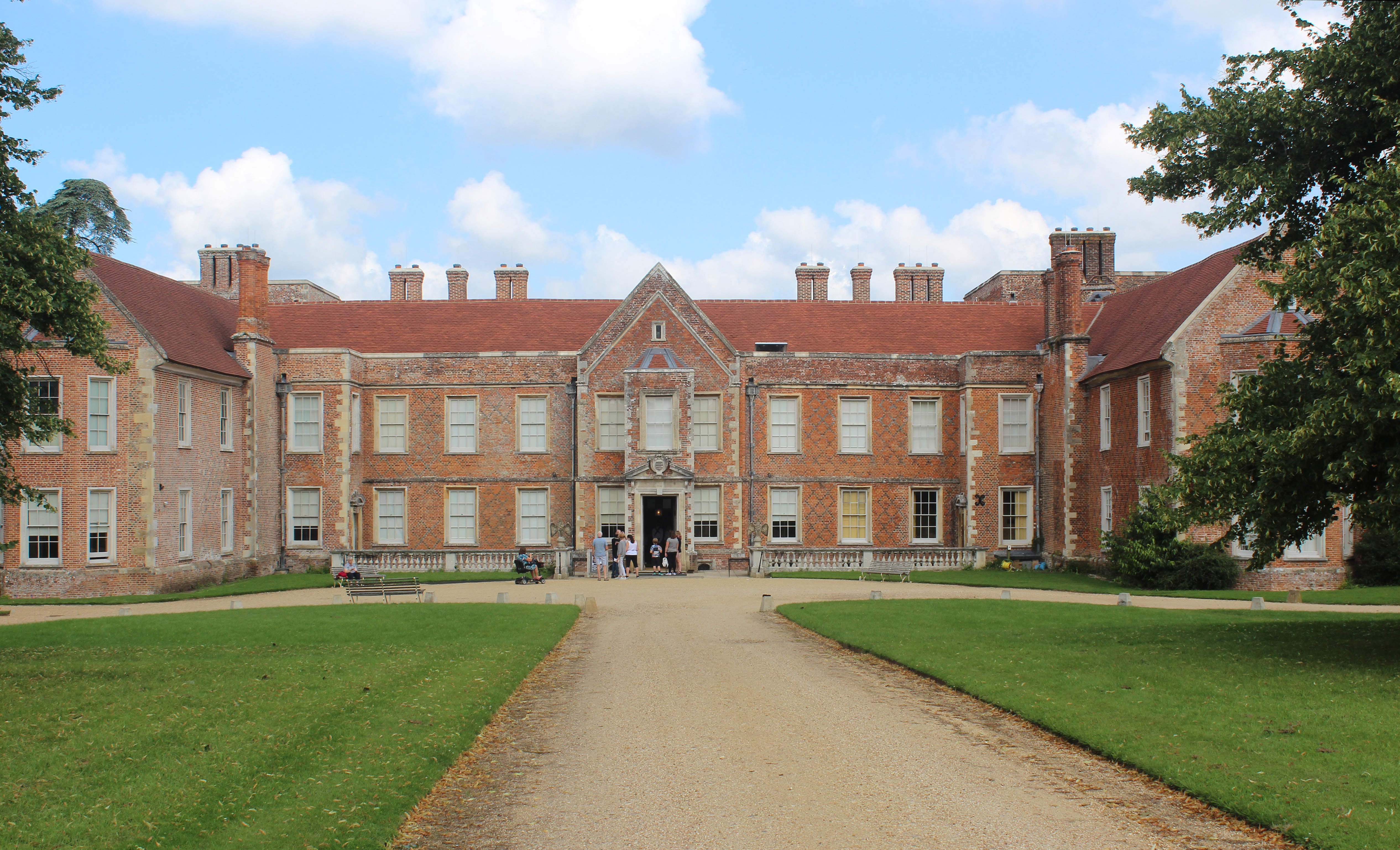
Südostfassade mit Haupteingang

## Inneres
Der eigentliche Eingang des Gebäudes liegt im Südflügel auf der Westseite. Nach dem Vestibül folgt die sogenannte Stone Gallery, sie enthält ein Medaillon mit der Abbildung des römischen Kaisers Probus, zweifelsfrei eine Arbeit Giovanni da Maianos, etwa um 1521 geschaffen. Da Maiano fertigte ähnliche Arbeiten auch für Hampton Court Palace an.
Die weiteren drei Räume des Untergeschosses, darunter der Drawing Room im Nordflügel, haben Rokokodecken aus dem 18. Jahrhundert. Von besonderem Interesse ist das Treppenhaus, es gilt als voll georgianischer Eleganz und geradezu sensationell. Es ist eine Konstruktion um eine Säulengalerie unter einer kassettierten Decke. Architekt war der Hauseigentümer John Chaloner Chute selbst, er war mit Horace Walpole, 4. Earl of Orford befreundet. Dieser, Walpole, nannte das Treppenhaus – im besten Sinn – „theatralisch“. Dieser Effekt entstand durch den Helldunkel-Stil des Chiaroscuro, indem räumliche Verengung und Lichtquellen einen perspektivischen Eindruck bewirken. John Chute's Architektur wurde zum Vorbild für Teile von Walpole's Strawberry Hill. Der Raum, den Walpole in The Vyne für seine Aufenthalte benutzte, hieß Strawberry Parlour.
Das Erdgeschoss enthält noch den Print Room und den Dining Room.
Im Obergeschoss zieht sich die über 20 m lange Long Gallery über die gesamte Westseite, die nach dem Architekturhistoriker Mark Girouard die älteste dieser Art in England sein soll. Sie enthält noch die Originaltäfelung mit über vierhundert geschnitzten Paneelen aus Eichenholz. Datiert kann sie wegen zwei Merkmalen zwischen 1522 und 1528 werden. Die Schnitzereien enthalten das Londoner Bischofswappen Cuthbert Tunstalls, er wurde dies 1522, also kann die Täfelung nicht älter sein. Andererseits ist noch eine Abbildung des Wappens Kardinal Thomas Wolseys vorhanden, er fiel bei Heinrich VIII. 1528 in Ungnade, danach hätte keiner gewagt, ein Emblem von ihm anzubringen, so dass 1528 terminus ante quem ist.
Das Obergeschoss enthält, neben den ehemaligen Privaträumen, die Bibliothek und den Tapestry Room.

## Kapelle
Die Hauskapelle am Nordflügel ist eine der bestausgestatteten Privatkapellen in England. Sie ist polygonal angelegt, die Fenster enthalten Glasmalereien flämischer Provenienz aus der Renaissance. Die angefügte neugotische Kapelle enthält das Grabmal Chaloner Chutes, eine Arbeit von Thomas Carter, ausgeführt zwischen 1775 und 1781. Chute ist in Amtstracht des Speakers dargestellt, die Figur gilt als eine der besten ihrer Art im England des 18. Jahrhunderts.

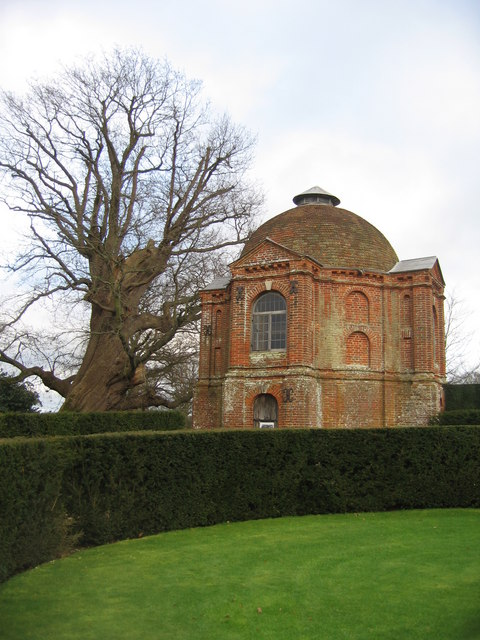
Sommerhaus mit Hundred Guinea Oak

## Außenanlagen, Gärten und Park
Zum Anwesen gehören noch über 450 ha Grundbesitz, die großteils aus landwirtschaftlich genutzten Flächen bestehen. Der Park und die Gärten wurden mehrfach umgestaltet. Der mittelalterliche Wildpark wurde später als landwirtschaftlich genutzt, die im 16. und 17. Jahrhundert angelegten formalen Gärten wurden im 18. Jahrhundert in einen Landschaftspark umgewandelt.
Die Hauptzufahrt zum Herrenhaus erfolgt heute über die Südostseite. Nordöstlich des Herrenhauses liegen die Stallungen, die teils noch aus 16. und 17. Jahrhundert stammen und ihre heutige Gestalt im 19. Jahrhundert erhielten.

### Garten
Der etwa 10 ha große Garten erstreckt sich westlich, nördlich und nordöstlich des Hauses. Vor der Nordwestfassade erstreckt sich bis zum langgestreckten See eine Rasenfläche. Eine im 19. Jahrhundert auf den Fundamenten einer älteren Brücke erbaute Eisenbrücke über den See wurde durch einen Sturm 1986 zerstört und bislang noch nicht wieder restauriert. Westlich des Hauses liegen 1960 angelegte Staudenbeete, daran schließt sich ein um 1910 von Charles Chute nach den Prinzipien der naturnahen Pflanzung von William Robinson angelegter Wildgarten an. Nordwestlich des Hauses erstreckt sich ein von Eibenhecken umschlossener Blumengarten, der 1997–98 wieder seine Gestalt mit geschnittenen Eibenhecken, Buchsbaumeinfassungen und Staudenbeeten aus der Zeit um 1910 erhielt. Im 17. Jahrhundert wurden hier zwei aus Ziegeln erbaute Sommerhäuser errichtet, von denen eines erhalten ist. Das zweistöckige, überkuppelte Gebäude auf kreuzförmigen Grundriss wurde von John Webb entworfen und war ursprünglich reich mit Stuck und Malereien verziert. Es diente als Gartenhaus, wurde allerdings später als Taubenschlag genutzt. Neben dem Sommerhaus steht die vermutlich über 600 Jahre alte Hundred Guinea Oak, für deren Holz nach Überlieferung der Familie ein Holzhändler William John Chute 100 Guineen geboten haben soll. Vom Sommerhaus führt eine etwa 100 m lange, um 1880 gepflanzte Lindenallee zu dem bereits im 18. Jahrhundert erwähnten, ummauerten Küchengarten mit Obstbäumen und einem aufwändig restaurierten historischen Glashaus. 

### Park
Der im 14. Jahrhundert genannte Wildpark wurde im 17. Jahrhundert in Ackerflächen umgewandelt, nur westlich des Hauses blieb ein Park erhalten. Der heutige, 35 ha große Landschaftspark wurde im 18. Jahrhundert angelegt und erstreckt sich südlich und nordwestlich des Hauses. Viele alte Bäume sind durch Stürme 1987 und 1991 entwurzelt worden, doch enthält der Park noch einige exotische Bäume.
Westlich des Hauses geht der Park in den 55 ha großen Morgaston Wood über, durch den mehrere Wege führen.